# Cardioglossa elegans
Cardioglossa elegans är en groddjursart som beskrevs av George Albert Boulenger 1906. Cardioglossa elegans ingår i släktet Cardioglossa och familjen Arthroleptidae. IUCN kategoriserar arten globalt som livskraftig. Inga underarter finns listade.